# Mercy Johnson
Mercy Johnson Okojie (Lagos, 28 de agosto de 1984) es una actriz nigeriana.

## Biografía
Justo después de terminar su educación secundaria, Mercy audicionó para un papel en el filme The Maid y más adelante actuó en otras producciones como Hustlers, Baby Oku in America y War in the Palace. En 2009 ganó el premio a mejor actriz de reparto en los Premios de la Academia del Cine Africano por su desempeño en la película Live to Remember y en 2013 el premio a mejor actriz en los Africa Magic Viewers Choice Awards por su papel en la comedia Dumebi the Dirty Girl. En diciembre de 2011 se convirtió en la celebridad nigeriana más buscada en Google, posición que ocupó también en 2012.
Realizó su debut como productora cinematográfica con The Legend of Inikpi, estrenada en 2020.

## Filmografía destacada

### Cine
| Año  | Título                       | Papel            | Notas                                                                        |
| ---- | ---------------------------- | ---------------- | ---------------------------------------------------------------------------- |
| 2004 | The Maid                     | Jane             | Con Clem Ohameze y Eucharia Anunobi                                          |
| 2004 | Into Temptation              |                  | Con Genevieve Nnaji, Ramsey Nouah y J.T. Tom West                            |
| 2005 | House Party                  |                  | con Olu Jacobs, Jim Lawson, Zack Orji and Emeka Rollas                       |
| 2005 | Women in Power               | Julia            | Con Olu Jacobs, Liz Benson y Patience Ozokwor                                |
| 2005 | Lost to Lust                 | Esther           | Con Monalisa Chinda y Yemi Blaq                                              |
| 2006 | Kill the Bride               | Love             | Con Rita Dominic y Mike Ezuruonye                                            |
| 2006 | Under the Sky                | Supriya          | Con Ramsey Nouah y Mike Ezuruonye                                            |
| 2006 | Under Control                | Eve              | Con Nonso Diobi, Yul Edochie, Chinenye Nnebe y Gentle Jack                   |
| 2007 | Thanksgiving                 | Gift             | Con Clem Ohameze y Eucharia Anunobi                                          |
| 2007 | Sweet Mama                   | Viola            | Con John Okafor y Patience Ozokwor                                           |
| 2007 | Dear Mama                    | Viola            | Con John Okafor y Patience Ozokwor                                           |
| 2007 | Pay Day                      |                  | Con Mike Ezuruonye                                                           |
| 2007 | Painful World                | Anny             | Con Desmond Elliot, Chioma Chukwuka, Ashley Nwosu, Benedict Johnson          |
| 2007 | One-Bullet                   | Juliet           | Con Bob-Manuel Udokwu, Justice Esiri y Kelvin Ikeduba                        |
| 2007 | Oath of a Priest             | Kate             | Con Benedict Johnson y Jim Lawson                                            |
| 2007 | Married to the Enemy         | Vera             | Con Desmond Elliot y Ini Edo                                                 |
| 2007 | Last Kiss                    |                  | Con Emeka Ike, Ini Edo, Ejike Asiegbu y Florence Onuma                       |
| 2007 | Endless Night                |                  | Con Ashley Nwosu, Benedict Johnson y Robert Peters                           |
| 2007 | Emotional Blunder            | Yvone            | Con Clem Ohameze, Eucharia Anunobi y Fred Aserome                            |
| 2007 | 19 Macaulay Street           |                  | Con Tony Umez y Eucharia Anunobi                                             |
| 2007 | Wealth Aside                 |                  | Con Nonso Diobi, Jim Lawson y Yvonne Jegede                                  |
| 2007 | Twist of Fate                | Buchi            | Con Desmond Elliot y Eucharia Anunobi                                        |
| 2008 | The Scorpion God             | Ihuoma           | Con Sam Dede y Ikem Chude                                                    |
| 2008 | The Last Tradition           |                  | Con Kenneth Okonkwo y Chiwetalu Agu                                          |
| 2008 | Take Me Home                 | Loveth           | Con Desmond Elliot y Chiege Alisigwe                                         |
| 2008 | Look Into My Eyes            | Loveth           | Con Desmond Elliot y Chiege Alisigwe                                         |
| 2008 | Sunny My Son                 | Juliet           | Con Nonso Diobi, Benedict Johnson, Yul Edochie y Pete Edochie                |
| 2008 | My Beloved Son               | Juliet           | Con Nonso Diobi, Benedict Johnson, Yul Edochie y Pete Edochie                |
| 2008 | She is My Sister             | Nancy            | Con Steven Kanumba y Nkiru Sylvanus                                          |
| 2008 | Power of Justice             | Nkechi           | Con Omotola Jalade Ekeinde, Nonso Diobi y Queen Nwokoye                      |
| 2008 | Kolomental                   | Anna             | Con Moses Armstrong                                                          |
| 2008 | Keziah                       | Keziah           | Con John Okafor, John Dumelo, MC Smith Ochendo, Eve Esin y Adaora Ukoh       |
| 2008 | Evil Agenda                  | Diane            | Con Pete Edochie, Patience Ozokwor, Dauda Ogbonna y JohnPaul Nwadike         |
| 2008 | Desperate Ladies             | Annabel          | Con Chioma Chukwuka, Oge Okoye, Nonso Diobi, Solomon Akiyesi y Fred Aseroma  |
| 2008 | Crisis in Paradise           | Kella            | Con Kalu Ikeagwu, Ini Edo, Mike Ezuruonye y Tonto Dikeh                      |
| 2008 | Breath of Anger              | Chiaku           | Con Mike Ezuruonye y Tchidi Chikere                                          |
| 2008 | Area Mama                    | Adanne           | Con Patience Ozokwor y Eucharia Anunobi                                      |
| 2008 | Tiger King                   | Akwaugo          | Con Nonso Diobi, Chinwe Owoh y Pete Edochie                                  |
| 2008 | The Gods Are Wise            | Adaugo           | Con Nonso Diobi                                                              |
| 2008 | Tell Me Why                  | Jovita           | Con Tony Umez, Ngozi Ezeonu y Benedict Johnson                               |
| 2008 | Soul Of A Maiden             | Nuria            | Con Ini Edo y Mike Ezuruonye                                                 |
| 2008 | Strength to Strength         | Jane             | Con Patience Ozokwor, Mike Ezuruonye y Tonto Dikeh                           |
| 2008 | Sin No More                  | Bridget          | Con Kanayo O. Kanayo, Patience Ozokwor y Halima Abubakar                     |
| 2008 | Live to Remember             | Buchi            | Con Ini Edo y Mike Ezuruonye                                                 |
| 2008 | Kiss My Pain                 | Mai              | Con Mike Ezuruonye y Yul Edochie                                             |
| 2008 | Forest of Promises           | Bisi             | Con Mike Ezuruonye y Charles Okafor                                          |
| 2008 | Don't Wanna Be a Player      | Monalisa         | Con Ini Edo, Jim Iyke y Mike Ezuruonye                                       |
| 2008 | Corporate Maid               | Rose             | Con Oge Okoye, Van Vicker y Ngozi Ezeonu                                     |
| 2008 | Act of Faith                 | Uche             | Con Patience Ozokwor y Mike Ezuruonye                                        |
| 2009 | Tears of Hope                | Olamma           | Con Olu Jacobs, Van Vicker y Ngozi Ezeonu                                    |
| 2009 | Royal Tears                  | Olamma           | Con Olu Jacobs, Van Vicker y Ngozi Ezeonu                                    |
| 2009 | Sound of Pain                | Amarachi         | Con Van Vicker, Olu Jacobs y Clarion Chukwura                                |
| 2009 | Guilty Pleasure              | Boma             | Con Desmond Elliot, Ramsey Nouah, Nse Ikpe‑Etim, Majid Michel y Omoni Oboli  |
| 2009 | Sexy Girls                   | Zita             | Con Nonso Diobi, Onny Michaels y Uche Ogbodo                                 |
| 2009 | Heat of the Moment           | Anna             | Con Emeka Ike, Kofi Adjorlolo y Vitalis Ndubuisi                             |
| 2009 | Entanglement                 | Chidera          | Con Uche Jombo, Desmond Elliot y Yemi Blaq                                   |
| 2009 | Clash of Twins               | Mildred / Melisa | Con Mike Ezuruonye y Rama Brew                                               |
| 2009 | Beyond Desire                | Anne             | Con Nonso Diobi                                                              |
| 2010 | A Cry for Justice            | Ella             | Con Mike Ezuruonye, Jackie Appiah y Chacha Eke                               |
| 2011 | White Chapel                 | Judith           | Con Van Vicker y Nkem Owoh                                                   |
| 2011 | Where Money Sleep            | Egede            | Con Frank Artus, Rita Dominic y Nuella Njubigbo                              |
| 2011 | Weeping Soul                 | Grace            | Con Kenneth Okonkwo, Mike Godson y Vitalis Ndubuisi                          |
| 2011 | The Seekers                  | Judith           | Con Olu Jacobs, Chika Ike, Annie Idibia, Halima Abubakar y Rukky Sanda       |
| 2011 | The Code                     | Susan            | Con Muna Obiekwe y Angela Okorie                                             |
| 2011 | Secret Code                  | Susan            | Con Muna Obiekwe y Angela Okorie                                             |
| 2011 | Thanks for Coming            | Frieda           | Con Yul Edochie y Angela Okorie                                              |
| 2011 | Gallant Babes                | Frieda           | Con Yul Edochie y Angela Okorie                                              |
| 2011 | Mirror of Life               | Nneka            | Con John Dumelo y Queen Nwokoye                                              |
| 2011 | End of Mirror of Life        | Nneka            | Con John Dumelo y Queen Nwokoye                                              |
| 2011 | Jewels of the Sun            | Nneka            | Con Mike Ezuruonye, Emeka Ike y Browny Igboegwu                              |
| 2011 | Heart of a Widow             | June             | Con Frank Artus, Kenneth Okonkwo y Angela Okorie                             |
| 2011 | Heart of a Fighter           | Dubem            | Con Ruth Kadiri, Ramsey Nouah y Enebeli Elebuwa                              |
| 2011 | Painful Victory              | Chinenye         | Con Ken Erics, Ngozi Ezeonu, Vitalis Ndubusi y Chinwe Owoh                   |
| 2012 | World of the Mind            | Example          | Con Yul Edochie y Patience Ozokwor                                           |
| 2012 | My World                     | Nancy            | Con Yul Edochie y Patience Ozokwor                                           |
| 2012 | Mercy the Bus Driver         | Ada              | Con Ruth Kadiri, Prince Eke y Oge Okoye                                      |
| 2012 | Heart of a Saint             | Chidi            | Con Kenneth Okonkwo                                                          |
| 2012 | Sins of the Past             | Wendy            | Con Frank Artus y Mary Remmy Njoku                                           |
| 2012 | Hand of Fate                 | Wendy            | Con Frank Artus y Mary Remmy Njoku                                           |
| 2012 | Brave Mind                   | Wendy            | Con Frank Artus y Mary Remmy Njoku                                           |
| 2012 | Deep Water                   | Erica            | Con Yul Edochie, Patience Ozokwor y Eve Esin                                 |
| 2012 | The Enemy I See              | Erica            | Con Yul Edochie, Patience Ozokwor y Eve Esin                                 |
| 2012 | Power Of A Kiss              | Sherry           | Con Jim Iyke, Olu Jacobs y John Dumelo                                       |
| 2013 | Baby Oku In America          | Oku              | Con Chet Anekwe y Uche Ebere                                                 |
| 2015 | Thy Will Be Done             | Lucy             | Con Ramsey Nouah y Mary Remmy Njoku                                          |
| 2016 | Light Will Come              |                  | Con Majid Michel, Shafy Bello y Afeez Oyetoro                                |
| 2017 | 16th Anniversary             |                  | Con Tony Umez, Eucharia Anunobi y Jemima Osunde                              |
| 2018 | Seven & A Half Dates         | Bisola           | Con Toyin Aimakhu, Ali Nuhu, Ken Erics, Jim Iyke, Sola Sobawale y Akin Lewis |
| 2019 | Mmasi: The Arrogant Preacher |                  | Con Chiwetalu Agu                                                            |